# Nätskorv
Nätskorv är en sjukdom på potatis och orsakas av samma bakteriesläkte som vanlig skorv, Streptomyces, ett släkte inom gruppen Aktinobakterier. Bakterien angriper alla underjordiska delar och gör att korklagret blir förtjockat och till slut spricker i ett karaktäristiskt nätmönster när de olika växtdelarna, speciellt potatisknölarna, växer snabbare än nätskorven. Nätskorv drabbar bara vissa potatissorter, och den sort som är mest mottaglig är Bintje. De sorter som inte är mottagliga angrips inte alls.

## Biologi
Trots släktskapet till vanlig skorv så gynnas inte nätskorv av samma betingelser. Nätskorv är en jordburen sjukdom som gynnas av vattenhållande jordar samt odling av mottagliga sorter, till exempel Bintje, om den odlas på samma plats med en för kort växtföljd. Är utsädet smittat så kommer plantan ha svårt att etablera sig och sedan ge en sämre skörd med en större andel nätskorv på knölarna. Infekterade huvudrötter blir korta, förtjockade och bildar färre sidorötter, något som bidrar till att skörden minskar.

## Bekämpning
Eftersom nätskorv främst är en jordburen sjukdom så är det viktigt med en bra växtföljd på 4-6 år för att undvika angrepp. Intervallet kan vara lite kortare om man odlar sorter som inte angrips av nätskorv, men en längre växtföljd är ändå att rekommendera för att även slippa andra patogener. Friskt utsäde är en förutsättning för att inte få angrepp av nätskorv. Har man problem med nätskorv ska man dessutom undvika att kalka och nitratgödsla då detta har visat sig ge en större andel nätskorv på skörden. Man kan med fördel bearbeta jorden för att göra den torrare och varmare innan potatisen sätts i jorden, då missgynnas bakterien som orsakar nätskorv och angreppen blir mindre.